# جهاد موناتاسر
جهاد موناتاسر (عربی: جهاد المنتصر؛ زادهٔ ۲۶ ژوئیهٔ ۱۹۷۸) بازیکن فوتبال اهل لیبی است.
از باشگاه‌هایی که در آن بازی کرده‌است می‌توان به باشگاه فوتبال آرسنال، باشگاه فوتبال بریستول سیتی، باشگاه فوتبال تریستیانا، باشگاه فوتبال پروجا، باشگاه فوتبال امپولی، باشگاه ورزشی الوکره، باشگاه فوتبال کاتانیا، باشگاه فوتبال آتالانتا اشاره کرد.
وی همچنین در تیم ملی فوتبال لیبی بازی کرده‌است.